# Bryum longirostre
Bryum longirostre là một loài Rêu trong họ Bryaceae. Loài này được (Brid.) Brid. mô tả khoa học đầu tiên năm 1819.